# Italieni
Italienii reprezintă un grup etnic din sudul Europei răspândit mai ales în Italia, Elveția și în unele zone din Franța, Croația și Slovenia.
Expansiunea romană în Italia a avut drept rezultat unificarea lingvistică, socială și culturală a Italiei, care a devinit principalul focar de răspândire a limbii latine în întregul Imperiu Roman.
Marile migrații începute la sfârșitul secolului al IV-lea au afectat și Italia, barbarii fiind atrași aici de strălucirea și renumele Romei. Între aceștia se remarcă ostrogoții lui Teodoric, sosiți în Italia la sfârșitul secolului al V-lea. Longobarzii pătrund în nordul Italiei în secolul al VII-lea. După câteva generații, mai ales după creștinare, longobarzii au fost romanizați, lăsând însă urme în toponimie: partea de nord a Italiei s-a numit în continuare Lombardia.
În sudul Italiei și în Sicilia, ca și la Veneția, precum și în teritoriile rămase sub stăpânirea bizantină, s-au menținut limba greacă și elemente ale civilizației bizantine până târziu în Evul Mediu.
Noțiunea de „italian” este foarte veche, fiind rezultatul unui amalgam de componente distincte, de multe ori conexe, ce contribuie la o diferențiere regională perceptibilă și astăzi. Un puternic element de identificare a poporului italian este limba sa de cultură, acceptată și utilizată de secole de burghezia italiană în ciuda fragmentării politice ce a durat peste 13 secole.

## Originile și formarea poporului italian
Pe suprafața actuală a Italiei în istoria timpurie trăiau numeroase popoare indo-europene (italici, veneșieni, apulii), pre-indoeuropeni sau neolitici (Liguri, Sarzi, Sicans, Elimi, Taurini, Camuni) și etrusci de origine incertă (poate proveneau din Lidia sau erau originari din Italia ) foarte rafinați cultural și foarte avansați din punct de vedere politic, considerată cea mai avansată civilizație din peninsulă. Începând cu secolul XIII î.Hr italicii (împărțiți la rândul lor în Latino-Falisci și Osco-Umbri, ajunși în peninsulă în perioade diferite), populau marea zonă peninsulară până la Calabria determinând prima indo-europenizare a Italiei. În Sicilia au existat 3 populații: Sicani probabil autohtoni, Elimi (de origine troiană), Sicului vorbitori de limbă indo-europeană similară cu sanscrita, dar cu alfabet latin, de origini controversate (se crede că erau o populație originară din Punjab, iar în migrația lor milenară au asimilat caracteristicile culturale ale popoarelor italice pe care le întâlneau în trecere). În Sardegna trăiau în schimb Sarzii, identificați în Shardana, supunându-se înfluenței culturale a punicilor dar a rămas pură de-a lungul câtorva secole. Venetii și Apulii, probabil cu rădăcini ilirice (originea venetilor este controversată) ocupau spațiul actual al provinciei Veneto și Apulia. Trăiau în Galia Cisalpină și populații ca liguri și reti.
În vremurile istorice se înregistrează oprirea elenilor (vorbitori de limbă indo-europeană ) și a punicilor, dominând toată forța de muncă din Galia Cisalpină, în afara regiunilor locuite de veneti. Galii vin în contact cu ligurii determinându-le indoeuropenizarea culturală și etnică. Înainte de sosirea lor, etruscii (probabil ajunși în peninsulă în jurul anului 900 î.Hr, câteva secole după latini) extinzând înfluența culturală și politică pe o parte considerabilă din Italia de la Alpi până la Salerno inclusiv o parte din Corsica; chiar aceiași romani ar fi avut rege de origine etruscă (exista o dominație etruscă asupra primelor așezări romane, ce ar putea fi baza de distincție între patricieni și plebei, precum și a consecințelor sale (după cum se poate vedea din "Istoria dreptului roman și caracteristicile dreptului privat" de Aldo Schiavone). Mai târziu etruscii au intrat în război cu grecii pentru hegemonia Italiei meridionale pierzându-și propria independență, deoarece în scurt timp au căzut sub stăpânire romană.
Apelativul "italian" derivă probabil din numele cu care grecii numeau vechii locuitori din zona sud-centrală a actualei Calabria. Din limba oscă derivă termenul Viteliu transformat în Italia, printr-o mediere greacă. Oamenii din Calabria vorbeau un dialect al limbii osca și se denumeau "Italici".
Potrivit lui Antioco din Siracusa, pământul dintre vechiul golf Nepetinico (Golful Sf.Eufemia) și Scillentinico (golful Squillace), actualul istm din Catanzaro, era condus de regele Italo de la care derivă numele poporului său.
Un prim embrion de unire socio-politică concretă se înregistreză în epoca romană, în secolul III î.Hr, când Urbe duce la bun final cucerirea peninsulei.
Teritoriul italic (care până-n 45 î.Hr, excludea Galia Cisalpină, în timp ce cele trei mari insule deveneau parte a Italiei, în 262 d.Hr, în timpul lui Dioclețian) a fost organizat într-o "comunitate militară italică", Confederația de stat ce cuprindea:
- cetățeni romani cu drept de vot (printre care latini ce se bucurau de o poziție privilegiată);
- cetățeni romani fără drept de vot
- socii, aliații Romei ce se bucurau de o anumită autonomie, dar erau privați de cetățenie și erau ținuți pentru a oferi ajutor militar Romei, și pentru a lupta alături de ea în caz de război (amintim etrusci și veneti).
- locuitorii din coloniile latine
- locuitorii din coloniile romane

În timpul războiului social din 91-89 î.Hr apelativul "italici" era utilizat de sannitie din Marsi ce a condus revolta oamenilor împotriva Romei indicănd o bine definită entitate etnico-politică (osco-umbrian-sabellic ce duce la formarea Ligii Italica cu capitala Corfinio, denumită Italica-Corfinio).
Sunt bătute monede pe care erau inscripționate legenda Italiei, iar liga italică cuprindea și etruscii cu teritoriul lor.
Au fost socii italici, aliați cu Roma ce au încercat să obțină cetățenia romană. După războiul social cu Jus Italicus, cetățenia romană și dreptul de vot au fost extinse la toți născuții vii de la Lucca la Messina. În 49 î.Hr au fost extinse în Gallia Cissalpina(corespunzând teritoriului dintre râul Po și Alpi).
Matricea lingvistică și culturală care unește popoarele romane locuitoare ale Italiei este romana. Romanii cu extinderea progresivă a imperiului, au răspândit în regiune limba latină (îmbogățită cu elemente ale limbilor italice,etrusca și greaca veche) ce a fost utilizată ca limba francă de popoarele din Europa Continentală și într-o măsură mai mică de cei din Africa și Asia Mică(unde era mai răspândită vorbirea greacă). În timpul dominației romane (între secolul III-V d.Hr) popoarele locuitoare ale peninsulei(Gali, veneti, liguri, greci, etrusci,sarzi, messapi) au asimilat limba latină cum s-a întâmplat cu toți locuitorii din SE Europei.
După căderea imperiului roman, au pătruns în Italia,din Nord populații barbare: demontarea structurii sociale de la Roma precum și războaiele care au urmat au condus la marcarea sărăcirii sociale și culturale; începând din 568, invazia lombardă a rupt unitatea politică din peninsulă. În acea perioadă dispariția unei unități politice precum și retragerea generală a vieșii civile, a științei, tehnologiei, precum și destrămarea vechilor drumuri și căilor de comunicație a condus la renașterea matricii lingvistice și culturale pre-romane, determinând o fragmentare substanțială între popoarele italiene.
În special teritoriul a fost împărțit în două arii principale: unul dominat de lombarzi, al cărui domeniu se întindea din Alpi până la Râul Crati în Calabria, și unul controlat de bizantini ce includea Veneția, Lazio, Napoli, Salento, Calabria și insulele mari. Încercarea lombarzilor de a construi un embrion de naționalitate cum s-a întâmplat în Glia de către franci și în Marea Britanie de către anglo-saxoni, a fost brusc întreruptă de acțiunea papalității din Roma care pentru a-și apăra propriile prerogative și libertatea au chjemat, pentru a fi salvați de regele Carlo Magno care a învins lombarzii, punând punct regatului lor, ce a fost dizolvat. Ei au menținut o prezență politică semnificatvă doar în interiorul Sudului Italiei cu ducatul de Beneveneto.
Scurta perioadă de unificare a Italiei sub conducere lombardă , nu a fost suficientă pentru a duce la omogenizarea culturală a populației. Trebuie remarcat că lombarzii nu au avut timp să transmită popoarelor dominante propria limbă cum făcuseră latinii; nu au creat o unitate politică fiind ei însăși fragmentați în ducate independente reciproc și de multe ori aflate în conflict.
În secolul IX Sicilia a fost ocupată de arabi care și-au extins regatul până la granița cu Statul Papal corespunzând în mare parte actualelor granițe dintre Abruzzo și Campania, născându-se primul regat al Sicilei apoi împărțindu-se în două ca urmare a vecerniei siciliene în regatul Trinacria iar apoi din nou în Sicilia și regatul Neapolelui reunindu-se cu originalul în 1816 numindu-se regatul celor două Sicilii.
În centru la începutul epocii moderne se stabilesc granițele unei alte entități politice italice: Statul Papal. Nordul peninsulei era sub influența Sfântului Imperiu Roman-germanic dar împărțit între: venețieni, lombarzi, liguri și alte comunități mai mici.
În perioadele următoare popoarele italice au continuat să aibă o puternică fragmentare politică continuând să se identifice cu diferite culturi și istorii, vorbind chiar limbi diferite ca italiană- derivată din toscană medievală, răspândit la nivelul claselor educate.
Un element puternic de unitate a fost religia catolică deși în acestă privință trebuie notat că venețienii au revendicat întotdeauna o anumită autonomie religioasă de la Biserica Romei, puternici în a păzi psalmul autentic al unui Sfânt(Sfântul Marco).
O încercare reală de omogenizare și unificare a popoarelor din peninsulă a fost făcut în timpul primei perioade a Regatului Italian de Savoia, care a impus limba toscană în toată Italia dar nu a avut succes fiind împiedicată de scăzuta mobilitate a persoanelor, nivelul scăzut de școlarizare, și puternicul atașament la obiceiuri.
Cu siguranță unul dintre primele episoade în care italienii din diverse regiuni s-au confruntat, unii cu alții, a fost constituit prin experiența primului război mondial. Războiul a fost un moment care a trezit conșiința națională, sicilienii, calabrezii, trentinii, și alți italieni proveniți din toate unghiurile națiunii au fost în contact împreună. O altă încercare de unificare a fost realizată de fascism cu proiectul ,,italienizarea,,. A fost un proiect intens ce cuprindea o puternică protecție a limbii naționale. Regimul fascist a încercat de asemenea să creeze o puternică coeziune între italieni valorizând mândria națională și atașamentul față de țară curgând totodată în naționalism și imperialism.
După al-II-lea război mondial a început un flux înăuntrul statului italian din sud spre centru și nord ce a determinat mutarea milioanelor de persoane în căutarea oportunităților de muncă. Chiar în această perioadă s-a accentuat procesul de omogenizare a popoarelor italiene cu școlarizarea și mass-media ce răspândesc utilizarea populară a limbii italiene și a costumelor naționale. Începând cu anii '80 a început un proces de imigrare care încă mai persistă chiar dacă redus din cauza creșterii problemelor economice, către Italia deplasându-se persoane provenite din tări slab dezvoltate economic ca Albania, România, China și Nordul Africii.

## Demografie
Conform datelor ISTAT, la sfârșitul anului 2008 aveau reședință în Italia cca 60 milioane persoane; în acestă statistică sunt incluși 3.900.000 de străini rezidenți pe teritoriul italain și sunt excluși 3.600.000 de italieni rezidenți în alte țări ale lumii, printre care sunt considerați și locuitorii cu dublă cetățenie, reprezentanții așa numitelor grupuri ale diasporei italiene în Europa și America; se estimează că între 1876 și 1925 au plecat cca 14 milioane persoane cu un vârf ce depășește 870.000 de plecări.
Ușor diferite sunt cifrele referitoare la "vorbitorii de limbă italiană" luându-se în considerare în acest caz elvețienii-italieni, bilingvii din Istria și alte comunități mici de emigranți din America de Sud. UN alt fenomen foarte important este oriunda italienilor în lume, descendenți(de multe ori parțial) din cei care au emigrat în secolele XIX-XX; de obicei aceste persoane sunt completate de cel puțin 2-3 generații în țările lor de destinație, păstrând în fapt doar o legătură slabă cu Italia.
Există doar estimări indicative asupra cifrelor acestor prezențe, dat fiind faptul că nu peste tot sunt făcute recensăminte în acest sens(practic doar în SUA, Canada, și Australia) iar noțiunea de "strămoși italieni" poate fi citită în diferite moduri deoarece o persoană poate avea mai mulți strămoși.

## Cultura italienilor
Din antichitate până în secolul XVI Italia a fost un loc central al culturii, centrul sau originea fenomenelor universale precum Imperiul Roman, Biserica Catolică, Umanismul și Renașterea. Este suficient de menționat următoarele: Italia este considerată locul de naștere al ligii, limba italiană este utilizată pe scară largă în scrierea partiturilor muzicale, patrimoniul artistic-arhitectural italian (din acest punct de vedere Italia fiind considerată cea mai importantă din lume - o statistică orientativă, arată că Italia este țara care are cele mai multe situri protejate de UNESCO ca Patrimoniu Mondial al Umanității și cea msai mare parte a acestor situri au un caracter artistic-monumental).
În ceea ce privește caracteristicile culturale tipice italiene, se observă în literatură prevalența comediei aupra tragediei și cel puțin până în secolul XIX a liricii asupra prozei. Tipică este Commedia dell'arte cu trăsăturile sale, farse și înțepături (care provin din "italum acetum") și tipizarea personajelor de multe ori în măști. Prevalența liricii a fost legată de un presupus "sentimentalism italian", în special de caracterul scăzut de popularitate pe care literatura italiană a menținut-o mult timp.
Pictura în Italia iși dobândește la rândul său un realism mai mare în special în stadiul de perspectivă.
Arhitectura este afectată de influența celei antice, Alberti sau Palladeo.
În ceea ce privește muzica, pur italiană este opera și tradiția frumoaselor cântări.
Renașterea a fost de asemenea punctul de plecare al culturii științifice moderne, fiind contribuția italienilor la descoperirile geografice de la Marco Polo la Cristofor Columb.
Nu în cele din urmă trebuie menționată contribuția italienilor în cinematografie; atât în cinematografia de artă cât și în genurile populare, printre care unele au avut rezonanță mondială, Printre altele Italia este țara care a obținut cele mai multe premii Oscar pentru cel mai bun film străin.
În ceea ce privește folclorul, prevalează în mod clar nivelul local/regional asupra celui național, cu excepția evenimentelor legate de tradiția religioasă comună, de Carnaval, sau de căsătorie (de exemplu utilizarea confetilor și a bombonierelor).
Chiar și în cultura populară dimensiunea locală prevalează cel puțin până în secolul XX, când se formează obiceiurile și fenomenele în mod corespunzător italiene (de la muzica pop la modă, de la espresso la design, de la anumite stiluri de viață la sport). Sunt prezente de asemenea și tradiții naționale de exemplu în jocurile populare (de la morra, la unele jocuri de cărți), în obiceiurile alimentare (pastele răspândite în toată Italia, deși cu caracteristici diferite în funcție de tipul de grâu utilizat, sau cultura vinului).